# उ
Cette page contient des caractères spéciaux ou non latins. S’ils s’affichent mal (▯, ?, etc.), consultez la page d’aide Unicode.
उ, transcrit u ou ou, est une voyelle de l’alphasyllabaire devanagari.

## Représentations informatiques
Ses Unicode sont :
| formes       | représentations | chaînes de caractères | points de code | descriptions                     |
| ------------ | --------------- | --------------------- | -------------- | -------------------------------- |
| indépendante | उ               | उ                     | U+0909         | lettre devanagari u              |
| dépendante   | ु                | ◌ु                     | U+0941         | diacritique voyelle devanagari u |